# Музей современного искусства в Нитерое
Музей современного искусства — музей в городе Нитерой, Федеративная Республика Бразилия; знаменитое архитектурное творение Оскара Нимейера в стиле модернизма. Здание строилось в течение пяти лет и было завершено в 1996 году.
Сам Оскар Нимейер так описал своё произведение: 

«Когда-то давно пролетавшая над городом летающая тарелка восхитилась красотами этих мест и решила остаться здесь навсегда и, приземлившись на этом месте, положила начало музею современного искусства».

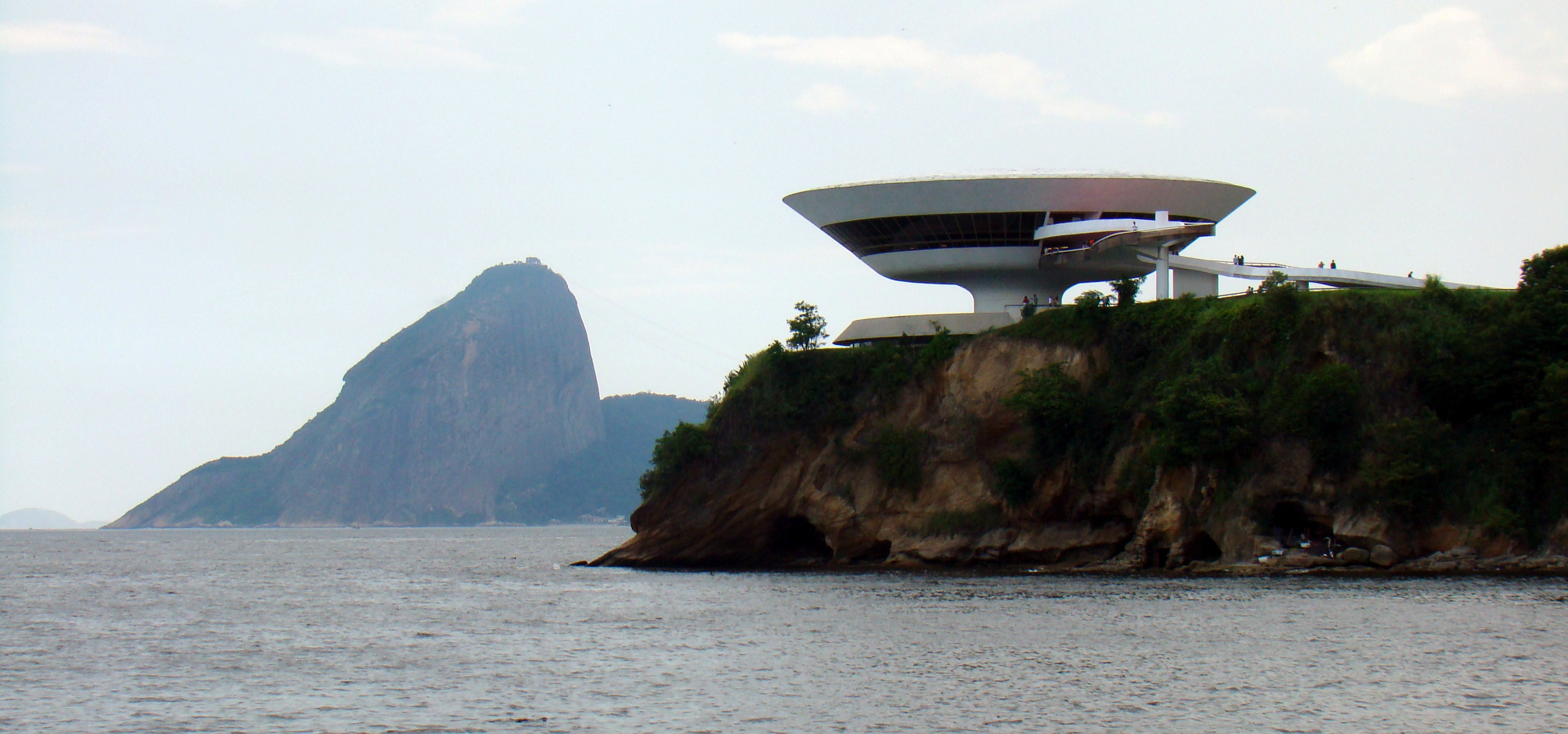
Панорамный вид музея и Сахарной головы

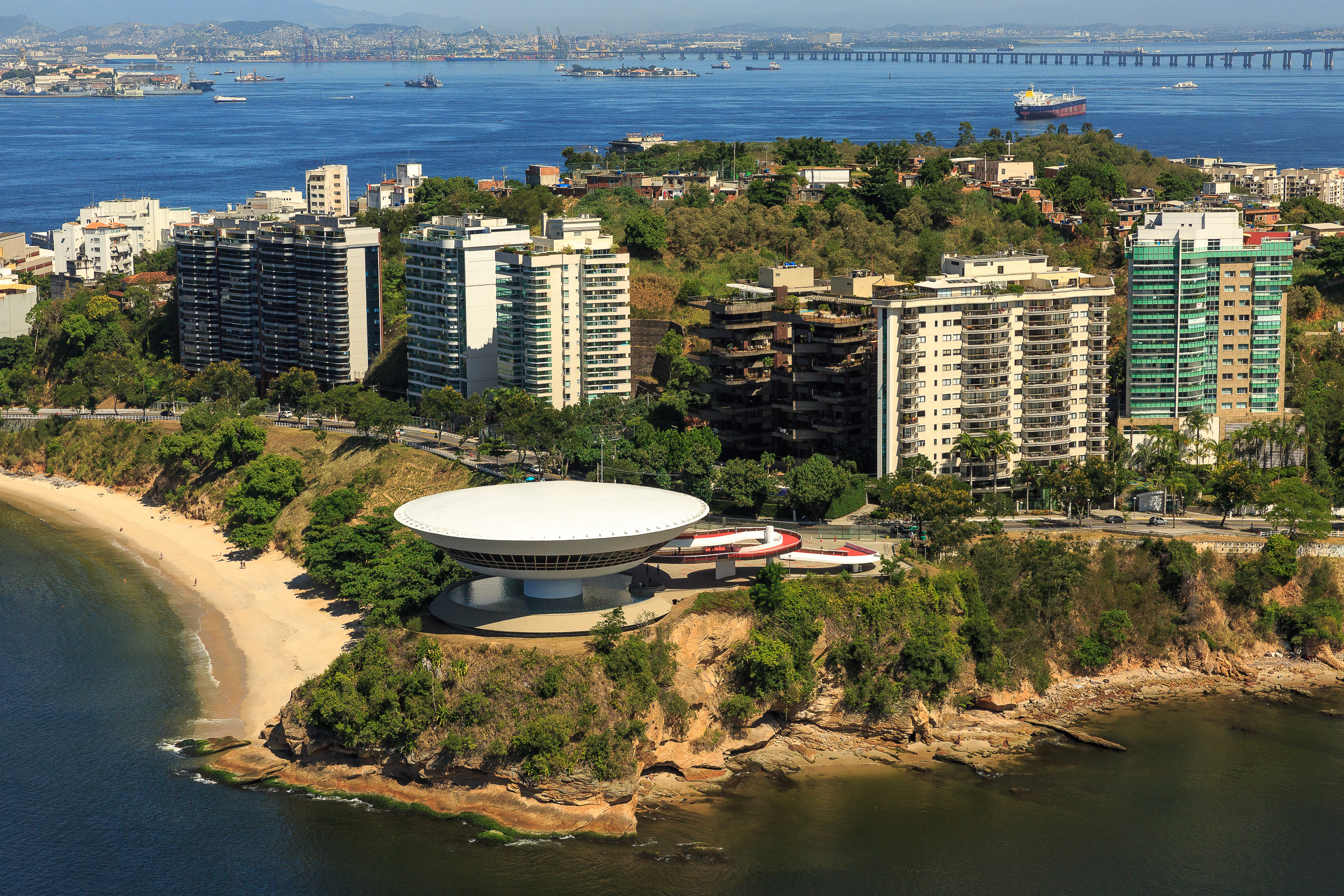

Шестнадцатиметровое бетонное гладкое цилиндрическое сооружение на тонкой ножке со стеклянным поясом одновременно похоже и на НЛО, и на экзотическое растение, выросшее на краю обрыва. Из панорамного окна музея, расположенного на самом берегу залива Гуанабара, открывается прекрасный вид через залив на Рио-де-Жанейро, статую Христа и Сахарную Голову. Диаметр трёхэтажной «тарелки» составляет 50 метров, в то время как диаметр колонны, на которой она установлена — всего лишь 9 метров. Колонна стоит посередине небольшого водоёма, что дополнительно придаёт зданию визуальную лёгкость. Для того, чтобы войти в музей, нужно пройти по длинному спиралеобразному пандусу. Преодолев подъём, посетитель сразу попадает в помещение картинной галереи, имеющей форму круга с большим панорамным окном.
Постоянная экспозиция музея выросла из 1217 работ коллекции Жоана Саттамини, которую он собирал в течение 45 лет и передал в дар музею. Это второе по величине собрание современного искусства в Бразилии. Помимо него, в музее постоянно проводятся выставки бразильских и зарубежных художников.